# Le Tremblay-sur-Mauldre
Le Tremblay-sur-Mauldre è un comune francese di 1 056 abitanti situato nel dipartimento degli Yvelines nella regione dell'Île-de-France.

## Società

### Evoluzione demografica
Abitanti censiti